# Pokuttia

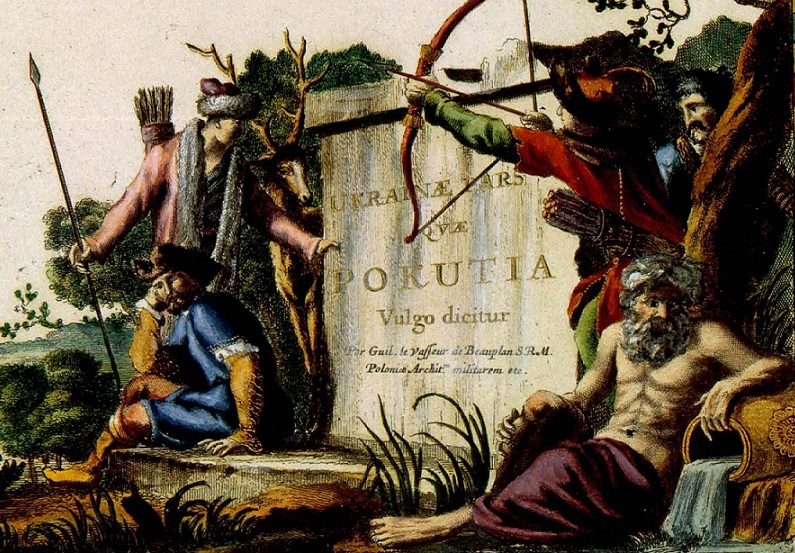
Đại biểu của Pokuttia (khoảng 1639)

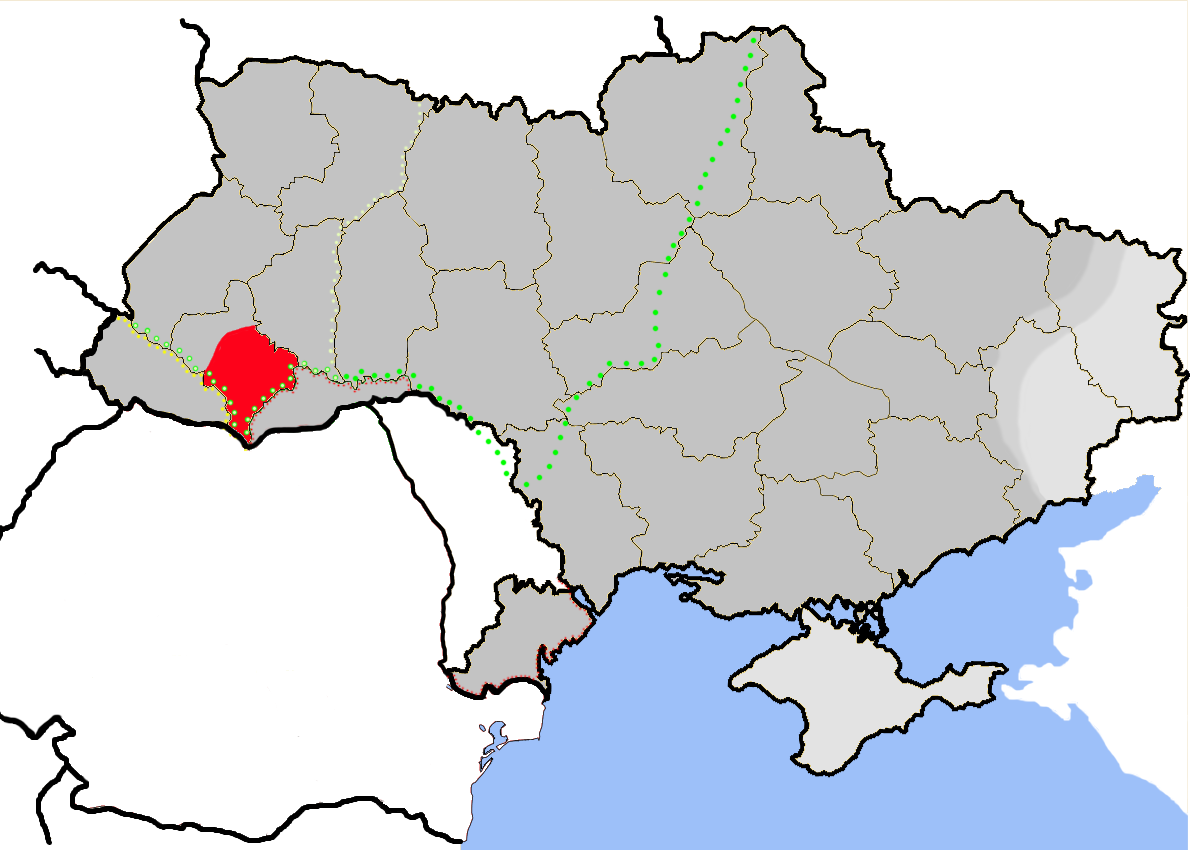
Pokuttia

Pokuttia, còn viết là Pokuttya hay Pokutia (tiếng Ukraina: Покуття, đã Latinh hoá: Pokuttia; tiếng Romania: Pocuția), là một khu vực lịch sử của Đông-Trung Âu, nằm giữa sông Dniester và Cheremosh và dãy núi Karpat, ở phía tây nam của Ukraina hiện đại. Khu vực là một phần của liên minh bộ lạc Antes kể từ thế kỷ thứ 4, gia nhập Kiev Rus' vào thế kỷ thứ 10, và cuối cùng bị Ba Lan sáp nhập vào thế kỷ 14. Khu vực này liên quan đến một loạt cuộc chiến tranh giữa Ba Lan và Moldavia. Đôi khi, sự cai trị của Ba Lan đã gây ra sự bất mãn cho người Pokuttia. Khu vực này vẫn nằm dưới sự cai trị của Ba Lan cho đến năm 1772. Mặc dù trung tâm lịch sử của khu vực là Kolomyia, nhưng tên gọi này bắt nguồn từ thị trấn Kuty.

## Lịch sử
Lời kể của các nhà sử học Hy Lạp và La Mã mô tả về "sự định cư rộng rãi của người Slav" ở Pokuttia đã được xác nhận nhờ các phát hiện khảo cổ học.
Vào thế kỷ thứ 4, cư dân Slav của Pokuttia trở thành một phần của liên minh bộ lạc được gọi là liên minh bộ lạc Antes. Đến thế kỷ thứ 6, họ đã trở thành một phần của liên minh Dulebes, và trong thế kỷ thứ 8 và thứ 9, họ là một phần của liên minh bộ lạc Tivertsi. Cuối cùng, vào thế kỷ thứ 10, họ gia nhập Kiev Rus'. Sau Hội đồng Liubech, Pokuttia trở thành một phần của Thân vương quốc Halych.
Khu vực này có dân cư thưa thớt, nhưng có một số thị trấn, chẳng hạn như Sniatyn và Kolomyia, được chứng thực lần đầu tiên vào năm 1240 trong Hypatian Codex (tiếng Ukraina: Ипатьевская летопись), một biên niên sử Đông Slav cổ là nguồn dữ liệu lịch sử quan trọng nhất của miền nam Rus'.
Vào đầu thời trung cổ, khu vực này bị Vương quốc Ba Lan chinh phục vào năm 1325, và sau đó bị Kazimierz III của Ba Lan sáp nhập vào năm 1349.
Năm 1388, Władysław II Jagiełło vì cần hỗ trợ tài chính cho các trận chiến chống lại Hiệp sĩ Teuton, nên đặt Pokuttia dưới sự quản lý của Petru II của Moldavia, một thống đốc của Moldavia, với khoản vay 3.000 đồng tiền vàng.

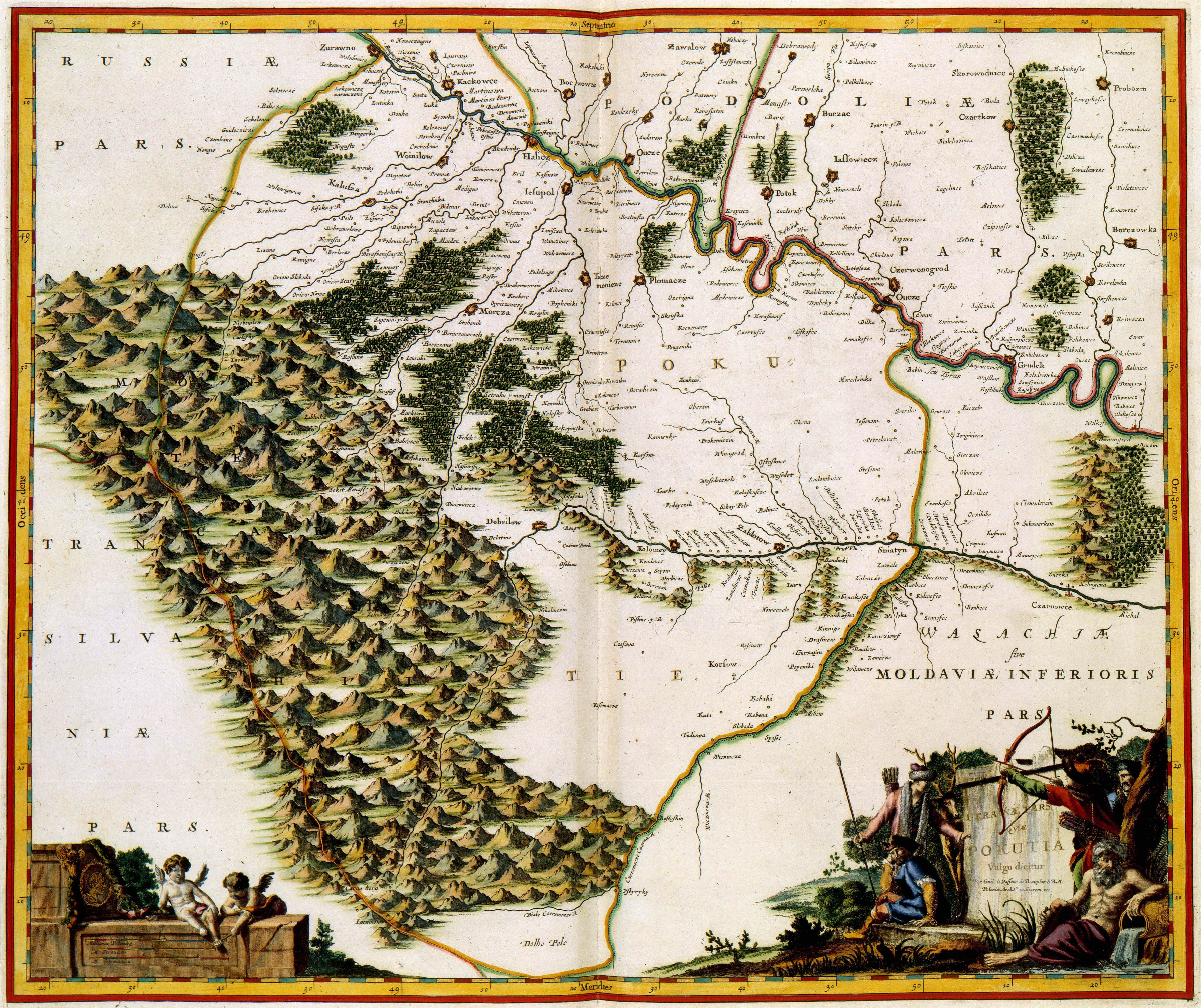
Pokuttia trên bản đồ năm 1648 của Guillaume Le Vasseur de Beauplan

Năm 1485, Thân vương Moldavia Ștefan III do đã mất quyền tiếp cận Biển Đen vào năm trước vào tay người Ottoman, nên rất cần liên minh, và đã thề trung thành với Quốc vương Ba Lan Kazimierz IV Jagiellończyk và trao đổi Pokuttia, trong thứ được gọi là lời thề Colomeea. Người kế vị của Kazimierz là Jan I Olbracht sử dụng hiệp ước nói trên như một cái cớ để bắt đầu cuộc xâm lược Moldavia vào năm 1497. 
Năm 1490, do người Ba Lan gia tăng áp bức người Ukraina, xảy ra một loạt cuộc nổi dậy thành công dưới quyền lãnh đạo bởi anh hùng Ukraina Petro Mukha, với sự tham gia của những người Ukraina khác, bao gồm cả người Cossack và người Hutsul, bên cạnh người Moldova và người Ukraina đến từ Bukovina. Được gọi là Cuộc nổi dậy Mukha, loạt trận chiến này được hỗ trợ bởi Thân vương Moldavia Ștefan III, và đây là một trong những cuộc nổi dậy sớm nhất được biết đến của người Ukraina chống lại sự áp bức của Ba Lan. Những cuộc nổi dậy này chứng kiến việc chiếm được nhiều thành phố khác nhau của Pokuttia, và tiến xa về phía tây đến Lviv.
Năm 1498, Ștefan III với sự hỗ trợ của người Thổ Nhĩ Kỳ và người Tatar, đã tiến hành chiến dịch đầu tiên của mình ở Pokuttia. Ông tiến hành chiến dịch thứ hai vào năm 1502, đẩy người Ba Lan vượt sông Bystrytsia. Thành công của Ștefan III là ở chỗ anh ta đã chiếm được Pokuttia trong một khoảng thời gian trong cuộc đời của mình. Con trai của ông ta là Bogdan III (1504–1517), "người chột mắt" đã từ bỏ khu vực này rồi lại chiếm đóng nó trong một thời gian ngắn từ năm 1509 đến năm 1510. Thống đốc Petru Rareș từng cố gắng chiếm lại Pokuttia, nhưng cả hai nỗ lực của ông vào năm 1531 và 1535 đều thất bại. Nỗ lực chiếm lĩnh Pokuttia cuối cùng của người Moldavia xảy ra vào năm 1572, với Ioan III Bạo chúa. Các cuộc xâm lược của người Moldavia và các cuộc chiến tranh sau đó giữa người Ba Lan và người Moldavia đã gây ra những đau khổ lớn cho người dân, với nhiều người Pokuttia bị bắt và tái định cư ở Moldavia, củng cố thành phần Ukraina ở các vùng của người Moldova như Bukovina. Kolomyia được cho là đã "chịu đựng nặng nề trong thế kỷ 15 và 16 trước các cuộc tấn công của người Moldavia và người Tatar".
Trong suốt thời Trung cổ, Obertyn là lâu đài chính của Pokuttia, trong khi Kolomyia là thị trấn chợ và hội chợ chính của vùng.
Pokuttia vẫn nằm dưới sự cai trị của Ba Lan cho đến năm 1772, rồi khu vực trở thành một phần của Đế quốc Áo. Các opryshok (băng đảng) Ukraina hoạt động trong khu vực từ thế kỷ 17 đến thế kỷ 19. Với sự sụp đổ của Áo-Hung sau Chiến tranh thế giới thứ nhất, phần lớn Pokuttia trở thành một phần của Cộng hòa Nhân dân Tây Ukraina và tranh chấp với Ba Lan. Khu vực là một phần của Ba Lan năm 1919–1939, sau đó được chuyển cho Liên Xô. Khu vực này thuộc về Cộng hòa Xã hội chủ nghĩa Xô viết Ukraina, rơi vào tay Đức Quốc xã sau khi bắt đầu Chiến dịch Barbarossa cho đến năm 1944. Sau đó, nó được sáp nhập vào tỉnh Ivano-Frankivsk do Liên Xô kiểm soát, gần tương ứng với nửa phía nam của tỉnh này. Sau khi Ukraina tuyên bố độc lập vào năm 1991, lãnh thổ này trở thành một phần của đất nước.

## Ngôn ngữ
Ngôn ngữ của người Ukraina địa phương chịu ảnh hưởng của tiếng Romania, và phương ngữ Pokuttia–Bukovina được hình thành. Nó khác với các phương ngữ tiếng Ukraina khác vì tất cả chúng đều chịu ảnh hưởng của các ngôn ngữ Slav khác, trong khi phương ngữ Pokuttia–Bukovina chịu ảnh hưởng từ một ngôn ngữ Roman (tiếng Romania). Phương ngữ bảo tồn một số âm cuối cổ xưa và giảm âm mềm, và một số đặc thù từ vựng nhất định. Việc mở rộng các đặc điểm ngữ âm Pokuttia cổ trong thế kỷ 14-16 ở phía tây Podolia đã góp phần hình thành một nhóm phương ngữ Dniester rộng lớn hơn.

## Dân cư
Pokuttia là một trong những khu vực dân cư dày đặc nhất của Ukraina. Vào thời điểm các cuộc điều tra dân số đầu tiên được thực hiện vào thế kỷ 18, 75% dân số là người Ukraina. Cũng có một số người Do Thái, một số người Ba Lan và người Armenia. Trong những năm 1920 và 1930, nhiều người Ba Lan định cư trong khu vực. Thành phần người Ukraina giảm nhẹ trong những năm tiếp theo, vì vào năm 1939, dân số bao gồm 64% người Ukraina, 20% người Ba Lan, 9% người Do Thái và 7% người Công giáo La Mã nói tiếng Ukraina. Trong thế kỷ 21 (những năm 2000), có 97% người Ukraine, 2% người Nga, chưa đến 1% người Ba Lan và 0,2% người Do Thái
Dân số Pokuttia ngày nay vẫn còn gồm một số người Ba Lan, người Do Thái, người Hutsul Ukraina, và nó cũng gồm một số người Romania. Trong cuộc điều tra dân số năm 2001 đã có 600 người Romania (bao gồm cả tự nhận là người Moldova) được ghi nhận.

## Đô thị
- Nadvirna
- Deliatyn
- Hody-Dobrovidka
- Kobaky
- Kolomyia (tiếng Ba Lan: Kołomyja, tiếng Romania: Colomeea)
- Kosiv
- Kosmach
- Kuty, Stari Kuty (tiếng Romania: Cuturi)
- Lanchyn
- Pechenizhyn
- Obertyn (tiếng Romania: Obertin)
- Verkhovyna
- Vorokhta
- Yabluniv
- Yaremche
- Zabolotiv